# Gangca
Gangca (en tibetano, རྐང་ཚ་རྫོང ; wylie, rkang tsha; en chino, 刚察; pinyin, Gāngchá, léase Kang-Cha) es un  condado bajo la administración directa de la Prefectura Haibei en la Provincia de Qinghai, República Popular China.  Su área es de 9645 km² y su población total para 2010 superó los 40 mil habitantes.
Gangca es uno de los condados ganaderos clave alrededor del lago Qinghai. Gangca es un condado puramente ganadero, que cría principalmente ovejas tibetanas, ovejas de lana semifina, yaks y caballos.

## Administración
Desde julio de 2020, el  condado Gangca se divide en 5 pueblos que se administran en 2 poblados y 3  villas. 

## Toponimia
Su nombre se debe a que era la tierra de pastoreo de la tribu tibetana Gangca. El significado original es calor de los pies, que está relacionado con el hecho de que la tribu originalmente vivía en al pie de la montaña Zuzhuang.